# مايكل إيان بلاك
مايكل إيان بلاك (بالإنجليزية: Michael Ian Black) مواليد 12 أغسطس 1971 في شيكاغو، هو ممثل أمريكي.

## الأعمال
- العشرة
- حب السفر
- هذا هو سن الأربعين
- إن واي بي دي بلو
- إد
- ريبر
- الدجاجة الآلية
- داخل ايمي شومر
- ويت هوت أميريكان سمر: فيرست داي أو كامب
- فترة أخرى

## وصلات خارجية
- مايكل إيان بلاك على موقع IMDb (الإنجليزية)
- مايكل إيان بلاك على موقع ألو سيني (الفرنسية)
- مايكل إيان بلاك على موقع ميوزك برينز (الإنجليزية)
- مايكل إيان بلاك على موقع أول موفي (الإنجليزية)
- مايكل إيان بلاك على موقع قاعدة بيانات الأفلام السويدية (السويدية)
- مايكل إيان بلاك على موقع إن إن دي بي (الإنجليزية)
- مايكل إيان بلاك على موقع ديسكوغز (الإنجليزية)
- مايكل إيان بلاك على موقع قاعدة بيانات الفيلم (الإنجليزية)
- مايكل إيان بلاك على موقع كينوبويسك (الروسية)
- الموقع الرسمي